# Илегализам
Илегализам је анархистичка филозофија која се развила првенствено у Француској, Италији, Белгији и Швајцарској почетком 20. века као резултат индивидуалистичког анархизма. Илегалисти имају или отворени или тајни криминални начин живота и користе егоизам Макса Штирнера као оправдање за илегализам. Међутим, нису сви илегалисти присталице Макса Штирнера и његове филозофије. Жил Боно и Боноова банда описани су као илегалисти. Илегализам не представља врсту криминала, иако је повезан са крађом.
Илегализам су наследиле струје као што су инсурекционизам и постлефтизам. У Шпанији и Латинској Америци појавила се кампања са називом „Yomango”, која заговара крађу и тако ажурира индивидуалну рекламацију.